# Sweet home
Sweet Home este un serial de televiziune sud-coreean de groază apocaliptic cu Song Kang, Lee Jin-wook și Lee Si-young în rolurile principale. Bazat pe webtoonul naver cu același nume de Kim Kan-bi și Hwang Young-chan, care a înregistrat peste 2,1 miliarde de vizualizări nete, serialul a fost lansat pe Netflix pe 18 decembrie 2020.

## Rezumat
După ce o tragedie neașteptată i-a lovit familia, Cha Hyun-soo a decis să plece din casa unde locuia cu familia lui și să se mute într-un apartament în care monștrii încearcă să distrugă omenirea. Oamenii din interiorul apartamentului sunt prinși în interiorul clădirii, realizând că monștrii stau la pândă peste tot afară. Hyun-soo și alți locatari din bloc se protejează în interiorul clădirii în speranța că vor supraviețui cât de mult.